# Nutrilite
Nutrilite es una marca de vitaminas, minerales y suplementos nutricionales creada en 1934 por el Dr. Carl F. Rehnborg, siendo los primeros fabricantes de un multivitamínico. Los productos Nutrilite son actualmente fabricados por Access Business Group, una subsidiaria de Alticor cuyos productos son vendidos a través de las corporaciones Amway y Amway Global en todo el mundo. La marca Nutrilite es conocida como Nutriway en Dinamarca, Finlandia, Noruega, Suecia, Turquía, Australia y Nueva Zelanda. Por su volumen de ventas, es la marca número uno a nivel mundial en ventas de vitaminas y suplementos dietarios,«Amway Claims verified by Euromonitor International». además es la única que cuenta con sus propias granjas orgánicas certificadas.«Amway Claims verified by Euromonitor International».

## Historia
El Dr. Carl Rehnborg creó el primer multivitamínico en los años 1930. Durante su estadía en China entre 1917 y 1927 se expuso a experiencias en las cuales observó el rol de las vitaminas y nutrientes en la salud en general. Comenzó a vender sus vitaminas bajo el nombre de California Vitamin y renombró la compañía en 1939 a Nutrilite. En 1945, inventó en sistema de mercadeo multinivel, puerta a puerta, para distribuir sus vitaminas. Dos hombres, Lee S. Mytinger y William S. Casselberry se convirtieron en distribuidores exclusivos nacionales en 1945 y operaron una compañía para distribuir las vitaminas.
Los fundadores de Amway, Jay Van Andel y Rich DeVos, se convirtieron en distribuidores independientes vendiendo los productos de Nutrilite en 1949, en un tiempo cuando los distribuidores previos (Mytinger and Casselberry, Inc.) estaban involucrados en una disputa con la Administración de Alimentos y Medicamentos de los Estados Unidos (FDA), quienes los acusaban de publicidad engañosa. Preocupados por la disputa con la FDA, Van Andel y DeVos lanzaron una nueva compañía, la American Way Association (luego conocida como Amway), para usar el sistema de mercadeo multinivel para otros productos. La disputa de la FDA con Mytinger-Casseleberry, que luego fue a la Corte Suprema de los Estados Unidos, se resolvió a favor de la FDA en la década de 1960.
Amway compró control parcial de Nutrilite en 1972 y completó su propiedad total en 1994.
En 2001, cinco productos de Nutrilite fueron los primeros en certificarse por la NSF International.
En 2007, se introdujo la línea de productos Simply Nutrilite (a la que posteriormente se llamó Nutrilite Trim Advantage Body System). La línea incluye barras nutritivas, antioxidantes y suplementos vitamínicos.

## Distribución y Mercadeo
Los productos Nutrilite son distribuidos exclusivamente por afiliados de Amway, conocidos como Empresarios Independientes, en Norteamérica y otros 100 países y territorios a través de mercadeo multinivel.